# Димитър Лазаров (дипломат)
Вижте пояснителната страница за други личности с името Димитър Лазаров.
Димитър Илиев Лазаров е български дипломат.

## Биография
Роден е през 1933 година. Завършва право в Софийския университет „Климент Охридски“.
Постъпва в Министерството на външните работи през 1957 г. В своята 45-годишна кариера е бил дипломат в Рим, Италия 2 пъти (1960 – 1962, 1964 – 1968); в Сантяго, Чили до преврата (1971 – 1973); в Буенос Айрес, Аржентина (1973 – 1976); в Париж, Франция (1978 – 1982); посланик в Мексико (1986 – 1990); в Рим и по съвместителство в Сан Марино и в Ла Валета, Малта (1995 – 2001). Бил е началник на управление в МВнР (1992 – 1995).
От 1964 до 1988 г. е секретен сътрудник на Първо главно управление на Държавна сигурност. 
Синът му Илия Лазаров е изключително близък сътрудник на президента Петър Стоянов – по време на мандата му е началник на неговия кабинет (1997 – 2002), а впоследствие е наложен от Стоянов за главен секретар на СДС (2006 – 2007).